# Tramway hippomobile

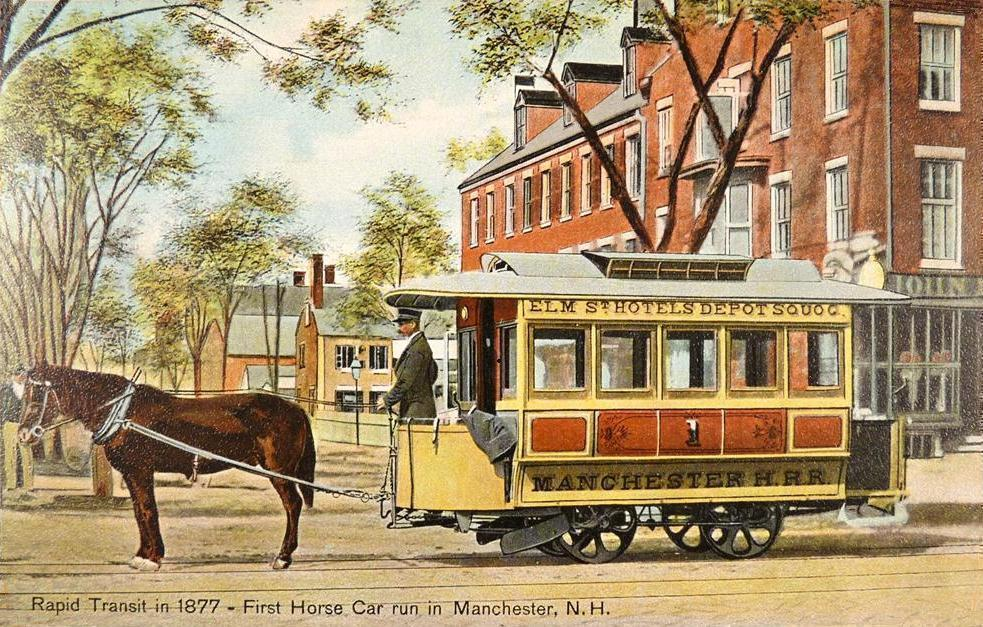
Carte postale montrait le tram hippomobile de Manchester (New Hampshire, États-Unis, 1870-1908).

Le tramway hippomobile est un moyen de transport très utilisé à la fin du XIXe siècle et au début du XXe siècle. Il fut souvent utilisé comme premier moyen de transport public dans les grandes agglomérations du monde. On peut citer des villes comme Londres et Manchester en Angleterre, Toronto au Canada, Omaha (État du Nebraska) aux États-Unis ou encore Paris et Montpellier en France, où ce système de transport fut largement utilisé. Entre 1896 et 1929, dans la quasi-totalité des villes, les voitures à traction hippomobile furent remplacées par des tramways électriques et par des lignes de métro (fonctionnant au charbon ou électrifié), grâce à l'avènement de l'électricité et du charbon qui améliorèrent l'usage de ce nouveau type de transport. La question de l'entretien des chevaux et de la vitesse limitée était dès lors résolue.
Il existe aujourd'hui quelques lignes de tramway hippomobile en service pour des raisons touristiques, à titre d'attraction historique. On peut ainsi citer le réseau de la ville de Douglas, sur l'île de Man.